# 嶺皮村
嶺皮村（英語：Leng Pei Tsuen）是一條位於香港北區的鄉村。

## 行政區劃
嶺皮村是新界小型屋宇政策下其中一條認可鄉村，亦是粉嶺區鄉事委員會的鄉村代表之一。在選舉劃分上，嶺皮村被劃為皇后山選區，現任區議員為羅庭德。

## 歷史
2020年，渠務署宣佈招標，於粉嶺圍、掃管埔及嶺皮村三個未鋪設污水管的地區建設約6公里的的污水管，以改善環境衛生，並進一步減少排入鄰近梧桐河及后海灣的污染物數量。有關計畫於2021年1月展開，預計2025年完成，總開支約1.8億港元。

## 外部連結
- 居民代表選舉嶺皮村（粉嶺）的劃定現有鄉村範圍（2019－2022年） （页面存档备份，存于）

22°30′55″N 114°10′38″E / 22.5152876°N 114.1772642°E